# Heidedraaigatje
Het heidedraaigatje (Tapinoma subboreale) is een mierensoort uit de onderfamilie van de Dolichoderinae. De wetenschappelijke naam van de soort is voor het eerst geldig gepubliceerd in 2012 door Seifert.